# Ро (приток Миссури)
Ро (англ. Roe) — река в США, правый приток Миссури. Была внесена в Книгу рекордов Гиннеса как самая короткая река в мире.
Протекает возле города Грейт-Фолс, штат Монтана, от родника Giant Springs до реки Миссури и имеет в длину всего 61 метр. Ближе к своему устью река достигает глубины 1,8−2,4 метра.
Акция по признанию реки Ро самой короткой рекой в мире началась в 1987 году в школе Lincoln Elementary School города Грейт-Фолс учениками пятого класса, руководимыми учительницей Сьюзи Нардлингер (Susie Nardlinger). В то время река не имела названия, поэтому ученикам пришлось обратиться в Совет США по географическим названиям с просьбой принять их предложение по названию реки Ро, а затем подать свою заявку в справочник мировых рекордов Гиннеса.
До этого в Книгу рекордов Гиннеса как самая короткая река (длина 130 метров) была занесена река Ди. Титул самой короткой реки в мире оспаривается с 1989 года. Гиннесс никогда не участвовал в спорах и не выносил решения по ним, поэтому исключил из своей книги рекордов самую короткую реку. В Абхазии расположена река длиной всего 18 м — Репруа.